# Протести у Белорусији 2020—2021.
Протести у Белорусији 2020. и 2021. године су низ текућих политичких демонстрација и протеста против белоруске владе и председника Александра Лукашенка. Демонстрације, које су део белоруског покрета за демократију, почеле су уочи и током председничких избора 2020. године, на којима је Лукашенко тражио шести мандат. Као одговор на то, одржан је низ релативно малих про Лукашенкових демонстрација. Светлана Тихановскаја, опозициона кандидаткиња на изборима која тврди да је добила 60–70% гласова, најавила је стварање Координационог савета, уз пријаве за чланство отворене за све Белорусе који су се сложили да су „званични“ избори фалсификовани.
Протести су суочени са насилним прогоном власти. Дана 1. септембра, у изјави стручњака за људска права Уједињених нација, поменуто је више од 450 документованих случајева мучења и злостављања притвореника, укључујући сексуално злостављање и силовање жена и деце.

## Позадина
Александар Лукашенко је на челу државе Белорусије од 1994. године и није имао озбиљног противника у претходних пет изборних циклуса, што је резултирало тиме да је проглашен „последњим европским диктатором“". Под његовом ауторитарном владавином, влада је често потискивао опозицију.
Лукашенко се суочио са већим противљењем јавности усред поступања са пандемијом коронавируса, што је Лукашенко негирао као озбиљну претњу. Од пет изборних циклуса на којима је победио Лукашенко, само су први 1994. године међународни посматрачи поуздано оценили као слободне и поштене.
Током председничке кампање 2020. године, председничка кандидаткиња Светлана Тихановскаја изјавила је да народ Белорусије мора да пронађе начин да заштити свој глас. Према интервјуу са Франаком Виачорком, сином опозиционог лидера Винцука Виачорке, протести против Лукашенка били су „без вође“.

## Протести пре избора
Протесте под надимком Револуција папуча и Револуција против бубашваба, покренуо је бизнисмен и блогер Сергеј Тихановски када се осврнуо на песму за децу Чудовишни жохар (руски: Тараканище, романизовано: Tarakanishche) Корнеја Чуковског.
Оригинална прича, објављена 1923. године, тиче се диктаторског, али крхког инсекта и његове кратке, хаотичне владавине терора над свим осталим животињама. Упоређено је са Царевим новим оделом Ханса Кристијана Андерсена. У својој референци, Тихановски је упоредио Лукашенка са бубашвабом из приче. У оригиналној песми врабац на крају поједе врапца; Тихановски се односи на папуче које означавају гажење бубашвабе.
Тихановски је путовао по Белорусији и стримовао интервјуе са случајним људима на свом Јутуб каналу Земља за живот (руски: Страна для жизни, романизовано: Strana dlya zhizni). Већина његових испитаника изразила је неслагање са Лукашенком и тренутном владом.
Белоруске власти су крајем маја 2020. године притвориле Тихановског и формално су га оптужиле да је страни агент. У јуну 2020. одржани су улични протести против Лукашенка. Неколико опозиционих кандидата регистровано је за белоруске председничке изборе 2020. године, али многи од њих су ухапшени.
Током једног интервјуа, Лукашенко је тврдио да су протести опозиције део завере коју су дириговали странци, за које је претпоставио да би могли бити Американци, чланови НАТО-а, Руси или чак Украјинци. 19. јуна Лукашенко је саопштио да је „онемогућио покушај пуча“, што је резултирало хапшењем главног опозиционог ривала Виктора Бабарике. Према CNN-у, Бабарика је изјавио да су оптужбе за примање мита и корупције фалсификоване, а хапшење је политички мотивисано да га спречи да победи на председничким изборима.
Чим су власти Бабарику привеле, људи су почели уличне протесте да демонстрирају своје неслагање. У оквиру акције су ухапшени и опозициони активисти, демонстранти, новинари и блогери. Група за људска права Виасна проценила је да је око 1.300 људи ухапшено током протеста између почетка маја и почетка августа.
Супруга Тихановског Светлана Тихановскаја регистровала се као кандидат на предстојећим изборима након хапшења Бабарике. Лукашенко је изјавио да земља није спремна да жена постане председник. Супруга нерегистрованог кандидата Валерија Цепкала, Вероника Цепкало, најавила је да ће се она и Марија Калесникава, шефица штаба председничке кампање Бабарике, придружити кампањи Свјетлане Тихановскаје и пружити подршку.
Протести су довели до питања колико дуго сукоб може трајати и да ли ће прерасти у насиље, можда ће се развити у пуну револуцију, слично ономе како су се протести због Евромајдана претворили у револуцију у Украјини 2014. Немачки Маршалов фонд, амерички тинк тенк, приметио је да су протести били распрострањенији и бруталније потиснути од претходних протеста у Белорусији.
Организација за европску безбедност и сарадњу (ОЕБС) известила је да неће надгледати изборе 2020. јер на њих није позвана. То је било први пут од 2001. године да ОЕБС-ова Канцеларија за демократске институције и људска права (ОДИХР) није надгледала изборе у Белорусији. ОЕБС није признао ниједне изборе у Белорусији као слободне и поштене од 1995. године, а влада је ометала претходне мисије ОЕБС-а за надгледање избора у земљи.

### Председничка кампања
Дана 29. јула 33 наводна плаћеника из групе Вагнер, руске приватне војне компаније, ухапшена су у санаторијуму у близини Минска. Лукашенко је оптужио Русију да лаже о ухапшеним „плаћеницима“, рекавши „За сада нема отвореног рата, нема пуцања, окидач још није повучен, али покушај организовања масакра у центру Минска већ је очигледан“. Белоруске власти су тврдиле да Тихановски ради са Русима на дестабилизацији Белорусије. Сви плаћеници, осим једног, који је белоруски држављанин задржан је у притвору, депортовани су у Русију 14. августа, упркос захтеву Украјине за њихово изручење.
30. јула у Парку пријатељства народа у Минску одржао се дозвољени скуп председничке кандидаткиње Светлане Тихановске. Према активистима за људска права, окупило се 63 000–70 000 људи, али у изјави белоруског Министарства унутрашњих послова наводи се да је забележено само 18 250 људи који су пролазили кроз контролне пунктове за откривање метала постављене на том догађају.
Процењено је да је 6. августа око 5.000 мирних демонстраната изашло на улице Минска, машући белим тракама, позивајући на слободне и поштене изборе.

## Протести на изборни дан
На изборни дан 9. августа 2020. полиција и војска рано ујутру блокирали су све путеве и улазне тачке за Минск.
Средином дана интернет у Белорусији је био делимично блокиран. Владини званичници тврдили су да је разлог тежак напад ускраћивања услуге пореклом изван Белорусије. С друге стране, независни ИТ стручњаци тврдили су да су белоруски државни монопол на Интернету Белтелеком и придружене државне агенције намерно користили технологију дубоке инспекције пакета (ДПИ) или обликовање саобраћаја, те да су узрок можда проблеми са опремом за филтрирање. Телеграм је био једина активна апликација за размену тренутних порука.
Увече изборног дана непосредно након затварања бирачких места, белоруска ТВ спонзорирала је резултате излазних анкета који су приказивали статистичку табелу по којој је је Лукашенко добио 80,23% гласова, док је Тихановскаја добила само 9,9%. Статистичка табела је било толико велика да је чак и провладин део белоруског становништва открио да је мало вероватно да ће то бити истина. То је изазвало тренутну реакцију присталица Тихановскаје да изађу на улице у свим већим градовима Белорусије, као што су Брест, Минск, Витебск, Гродно, Мазир, Пинск, Гомел и Бабрујск. Људи су то чинили да изразе своје незадовољство и тражили су поштено пребројавање гласова. Ово је започело као мирни протести усред ноћи, али у Минску се ситуација претворила у борбу између неких људи и власти. Људи су почели да граде барикаде како би блокирали саобраћај на улицама. Било је тешко проценити број демонстраната у Минску, јер демонстранти нису били концентрисани ни на једном месту.
Ноћу, након разбијања великих нереда, полицајци су неколико сати прогонили мање групе демонстраната кроз центар Минска. Борба против снага безбедности и полиције настављена је у свим већим градовима Белорусије. Полиција је користила полицијске пендреке, гумене метке (испаљене из пушака), гранате са оловним куглицама, водене топове, сузавац и бљескалице. Користили су га за сузбијање протеста док су целу ноћ прогонили људе у предграђу. У Бресту су се демонстранти постепено разилазили, остављајући гужву од 200–300 од процењених претходних 5.000. Те ноћи у Минску, снаге безбедности бацале су бомбе близу људи, а неки људи су задобили критичне повреде.
Био је то један од највећих протеста од осамостаљења Белорусије. Снаге безбедности преко ноћи су ухапсиле око 3.000 људи. Неки од демонстраната су тешко повређени, а најмање 50 демонстраната је одведено у болницу, неки од њих су били у критичном стању, а један од протестаната је умро.
Извештено је да су неки људи ухапшени док су чекали резултате избора у близини својих бирачких места. У Минску је ухапшен 73-годишњак са ћерком и унуцима са још скоро 20 људи који су се окупили у близини 86. школе након затварања бирачког места. Извештено је да су осуђени на 10 и 25 дана затвора. У Баранавичима су, између осталих, ухапшена и два римокатоличка свештеника: они су чекали резултате у близини бирачког места.

## Протести после избора

### Прва недеља (10. - 16. август)
Министарство унутрашњих послова, у резимеу догађаја током протеста у ноћи са 11. на 12. август, приметило је да су у неколико градова „постојале чињенице отвореног сукоба са агенцијама за спровођење закона“. У Бресту су такође известила да је „група агресивно расположених грађана са каменицама у рукама напала полицајце“. Министарство је такође навело да је током дана полицијским службеницима извршено „пет намерних рација уз употребу аутомобила“. У Жоџини, Минска област, након таквог судара, војник је хоспитализован са вишеструким повредама.
Док су протести захватили Белорусију након изборних резултата, примарна опозициона кандидаткиња Светлана Тихановскаја објавила је видео у којем каже да је из Белорусије отишла у Литванију. Претпостављало се да је приморана да напусти земљу, а такође је поднела жалбу ЦИК-у (Централна изборна комисија Белорусије). ЦЕЦ ју је задржала седам сати She was detained by CEC for seven hours.
Увече су се протести наставили у свим већим градовима Белорусије, укључујући Брест, Гомел, Гродну, Могиљев, Витебск, Баранавичи, Молодечну, Навахрудак, Новополоцк, Жодзину. У Минску су демонстранти променили тактику, пребацујући положаје из једног дела града у други, слично тактици „буди вода“ која се користила у протестима 2019–20. у Хонг Конгу. Демонстранти су забарикадирали подручје око пијаце Рига у центру Минска. Владине снаге реаговале су испаравањем суза демонстрантима и употребом бљескалица. Власти су изблиза бацале бљеске и испаљивале гумене метке на демонстранте. Демонстратор, Александар Тарајковски, умро је у близини станице метроа Пушкинскаја.

Сузавац и шок бомбе су наводно потекле из Чешке, која је увела ембарго на продају блицева Белорусији након сузбијања протеста поводом избора 2010. године
Владина полиција за борбу против нереда (АМАП/ОМОН), унутрашње трупе и антитерористичке специјалне снаге "Алмаз" учествовали су у сузбијању протеста у Минску. Водени топови су се такође користили у близини пијаце у Риги, а свуда су се широко користили гумени меци. Пријављени су масовни протести. Извештено је да су одреди АМАП/ОМОН запленили нека кола хитне помоћи или су користили визуелно слична комби возила како би преварили демонстранте да им дозволе пролазак кроз барикаде.
Пет дана касније, руски лист Новаја Газета написао је да је премлаћивања и хапшења до којих је дошло 10. августа 2020. године наредио пензионисани командант Војне јединице 3214 Унутрашњих снага Белорусије Дмитриј Павличенко. Претходно је био ухапшен због тешких кривичних дела .
Дана 11. августа протести су настављени у Минску и другим већим градовима. Широко су се користили гумени метци и шок бомбеref . Министарство унутрашњих послова потврдило је да је користило живу муницију против демонстраната у Бресту. Извештено је о једном смртном случају, јер је један човек, Генадиј Шутов, у критичном стању и са тешким оштећењем мозга хоспитализован од 14. августа подлегао повредама 19. августа у Минску.
Демонстранти су 11. августа 2020. бацали су молотовљеве коктеле на безбедносне службенике у Минску. Активисти су изградили барикаде и почели да пале гуме у близини престонице тржног центра „Рига“, подручје у близини којег би постало једно од главних места сукоба између активиста и службеника реда. Телеграмски канал НЕКСТА, који користи опозиција, објавио је поруке у којима се наводи насиље службеника закона, а које нису увек биле праћене видео или фото потврдом. Телеграм је објавио агресиван речник против закона, попут „кажњавача“ и „фашиста“. Телеграм је био један од ретких приступачних ресурса током истовремене цензуре Интернета, а употреба ВПН-а била је свеприсутна, а употреба Псифона у наглом порасту.
У Гомељу је двадесетпетогодишњак преминуо 12. августа након што је по врућем времену сатима чекао у комбију притворених снага безбедности. Имао је срчане сметње и није му на време пружена одговарајућа медицинска помоћ. Такође, у Гомељу рођаци и пријатељи преко 500 ухапшених нису смели да их посете. Локална полиција им није рекла ништа о судбини својих рођака. Такође је пријављено да је полицајка тамо злостављала ухапшену жену.
Током широко распрострањених протеста у Гродни, петогодишњак је повређен, а њихов отац ухапшен након што су полицијске снаге набили аутомобил у којем су били.
Дана 12. августа демонстранти у Минску, а касније и у другим градовима почели су да се редају на улицама протестујући против бруталног сузбијања протеста. Већина демонстраната биле су жене у белој одећи. Бивши припадници белоруске војске, полиције и специјалних снага изразили су солидарност са опозицијом објављивањем видео снимака који јавно бацају униформе у смеће, осуђујући насилна дела снага безбедности, позивајући власти да престану да се супротстављају вољи народа.
Истог дана, белоруски министар унутрашњих послова изјавио је да је дозвољена политика „пуцања да се убије“ у случајевима самоодбране.
У многим местима у Минску примећена је полиција за сузбијање нереда која се кретала колима хитне помоћи и пуцала на људе, заустављајући се у близини гужве, што је представљало кршење Женевских конвенција из 1949. године.
Дана 13. августа примећено је много редова демонстраната који су демонстрирали солидарност против насиља од стране полиције укључујући хиљаде жена одевених у бело. Такође су се догодили штрајкови радника у неколико државних фабрика.
Дана 14. августа настављени су мирни протести широм земље. Протестима испред зграде владе у Минску придружили су се и радници из Минске тракторске фабрике. Они су учествовали у масивном маршу носећи транспаренте тврдећи да 16.000 радника подржава овај протест. Група војника који су чували зграду спустили су своје штитове, „чинећи се приклоњеним демонстрантима“.
Било је више инцидената када је полиција изразила подршку, па чак и загрлила демонстранте.
Светлана Тихановскаја затражила је од белоруских власти да зауставе насиље, „уђу у дијалог“ и позову градоначелнике да током викенда организују мирне скупове широм земље.
Дана 15. августа, постизборни протести наставили су да расту. По први пут је телевизија уз подршку владе демонстрирала епизоде онога што се догађа на белоруским улицама без икаквог цензора. Они су приредили опроштајну церемонију за убијене током мирног протеста 10. августа. Асошијетед прес објавио је видео који приказује тренутак када је Александар Тарајковски убијен.
Извештено је да су власти председника Лукашенка питале представнике Кремља о могућности да Лукашенко побегне у Русију. Даље, објављено је да Русија признаје да је Лукашенков оставка на месту шефа државе вероватна. Главни уредник антивладиног веб сајта Повеља 97 тврдио је да су руске трупе концентрисане дуж белоруско-руске границе у припреми за потенцијалну инвазију, могуће у наредних 48 сати. Иако је такође пријављено да је Лукашенко разговарао са председником Путином са обе стране изражавајући уверење да ће сви постојећи проблеми ускоро бити решени, Лукашенко је одлучно одбацио могућност страног посредовања.
Мирне демонстрације одржале су се у неколико градова у околним државама, укључујући Москву, где је 400 људи углавном носило бело одело и формирало ланац у близини белоруске амбасаде у знак подршке демонстрантима.
Неки демонстранти у Минску изразили су солидарност са антивладиним протестима у Хабаровском крају на руском Далеком истоку.
Подршку демонстрантима пружили су словачки званичници, укључујући словачког амбасадора Белорусије у Словачкој Игор Лешчениу, словачка председница Зузана Чапутова, твитовала је поруку подршке демонстрантима; председничка палата у Братислави била је осветљена бојама историјске заставе Белорусије.
Дана 16. августа Лукашенкове присталице су аутобусима дошле у Минск из различитих места широм земље на про-Лукашенков скуп. Белоруско Министарство унутрашњих послова пријавило је одзив од 65.000 људи на скупу који је био наклоњен Лукашенку. Ројтерсов извештач проценио је излазност од 5.000. У беспоговорном говору присталицама Лукашенко је рекао да неће одступити; тврдио је да НАТО гомила „војну моћ на западним границама“; и упозорио присталице да се не петљају са Лукашенком или ће они бити просјаци и борити се за живот. Лукашенко је такође одбио позиве за нове изборе. НАТО је одбацио Лукашенкове тврдње. Непосредно пре говора Лукашенко је други пут у два дана позвао руског председника Путина.
Опозиционе групе затражиле су одржавање "Националног марша за слободу" у Минску и сличних маршева у градовима широм земље. Од присталица је затражено да се приближе владиним зградама и затраже хитно пуштање свих политичких затвореника, да се одговорни за смрт и мучење демонстраната изведу пред лице правде и да оставка Александра Лукашенка. Организатори су проценили да је 100.000–220.000 људи присуствовало демонстрацијама у Минску. Многи су носили црвено-беле заставе. Белоруска штампа је известила да су особе у цивилу произвеле произвољно задржавање присталица опозиције након минског скупа. Касније те вечери објављено је да је бивши белоруски премијер, Сергеи Румас, којег је Лукашенко отпустио у јуну 2020. године, објавио поруку подршке демонстрантима против Лукашенка на свом налогу на Инстаграму. Раније је Румасова супруга објавила фотографију себе и Румаса на крову зграде која гледа на протесте и поруку подршке.

### Друга недеља (17. - 23. август)
Лукашенко је најавио да ће ваздухопловна јуришна бригада одржати недељне непланиране маневре почев од 17. августа у западној Белорусији, пре него што је објавио да су снаге НАТО-а „пред вратима“ и прете земљи, позивајући председника Русије Владимира Путина да понуди војну помоћ, отварајући могућност да Белорусија буде преузета анексијом или „савезном државом“. У рано јутро 17. августа, неколико војних камиона који су превозили необележене војнике примећено је како крећу према Минску аутопутем М1 „Белорусија“ у Русији.
Дана 17. августа Лукашенко је одржао говор у фабрици трактора точкаша у Минску. Радницима је рекао да ће морати да га убију да би изборили нове изборе. У међувремену, емисија државне телевизије приказивала је празне информативне столове док су ТВ водитељи излазили у штрајк, а чланови Европског парламента издали су заједничку изјаву у којој кажу да Александра Лукашенка не препознају као председника Белорусије и сматрао га је персона нон грата у Европској унији. Заједничка изјава такође је прогласила да поуздане информације показују да је на изборима победила Светлана Тихановскаја.
Дана 17. августа 2020. године, Светлана Тикхановскаја објавила је видео у којем је изјавила да је спремна да предводи прелазну владу и организује нове, слободне и поштене председничке изборе. Лукашенко је признао да би превремени председнички избори могли бити одржани ако се усвоји нови устав, након што он буде састављен и на референдуму буде одржан и усвојен. Премијер Белорусије Роман Головченко и кабинет поднели су оставку 17. августа 2020. у складу са уставом након избора.
Белоруско Министарство културе отпустило је Павела Латушка, директора Народног позоришта Јанка Купала у Минску и бившег министра културе, који је раније осуђивао насиље и опрезно подржавао протесте.

#### Штрајкови широм земље
Рудари белоруске ru калијеве компаније у Салихорску ступили су у штрајк, одбијајући да падну у руднике, а Жељезара БМЗ у Жлобину обуставила је рад челичних пећи. Радници БМЗ најавили су да ће започети неодређени штрајк ако њихови захтеви не буду испуњени. Хиљаде радника Минског тракторског завода (МТЗ), Минског аутомобилског завода (МАЗ), Минског завода (MMZ; ru), Минске електротехничке фабрике (METZ; ru) и других фабрика марширало је кроз град до седишта највеће државне ТВ компаније и других локација. Раднике БелАЗ-а у Жоџини застрашило је руководство компаније, а њихов протестни скуп је одложен. Известан број других фабрика привремено је обуставио рад (штрајк упозорења) или организовао скупове са политичким захтевима (укључујући рафинерију нафте Нафтан (including ru и хемијску фабрику „Полимир“ у Новаполацку, фабрику стаклених влакана у Полацку, фабрику ђубрива Гродно-Азот).
Извештено је да је током протеста у Белорусији од 17. августа нестало 76 људи, јер се не налазе на списковима ухапшених и осуђених. Игор Лешченија, белоруски амбасадор у Словачкој, који је стао на страну демонстраната и први званичник који је то учинио, рекао је да не мисли да постоји претња руске војне интервенције, наводећи да је у интересу Русије да „подржи нове слободни и поштени избори“. Такође је рекао да су нови избори неизбежни.
Дана 18. августа објављено је да су међународне компаније у малопродаји, банкама, мобилном и прехрамбеном сектору почеле да повлаче своје рекламне кампање са белоруских ТВ канала, укључујући и државну ТВ. Немачка канцеларка Ангела Меркел разговарала је са Владимиром Путином, рекавши да белоруска влада мора избегавати употребу силе против мирних демонстраната, одмах ослободити политичке затворенике и започети национални дијалог. Као одговор, Путин је упозорио Меркелову да би страно мешање у бившу совјетску државу било неприхватљиво. Белоруски амбасадор у Словачкој, Игор Лешчениа, поднео је оставку, заједно са још четири дипломате.
Група Народног позоришта Јанка Купале у Минску масовно је поднела оставку. Влада Републике Естоније потврдила је да није признала резултате избора. Извод писма Марије Колесникове (чланице седишта Тихановске) објавила је радио станица Глас Москве у којој се наводи да Белорусија треба да поштује све постојеће споразуме са Русијом, да је Русија важан партнер (у оквиру Уније држава Русија и Белорусија ), и да су недавне тензије биле због Лукашенка.
Радници из разних додатних фабрика и поштански радници придружили су се штрајковима, а лист Комсомољскаја Правда у Белорусији рекао је да није у могућности да штампа своје издање од уторка фокусирајући се на историјске протесте током викенда, пре него што је објавио да је обезбедио још један штампач који ће издавати своје штампано издање дневно и вечерње.
Белоруска телеграфска агенција објавила је видео снимак који наводно приказује белоруске демонстранте који су насилни. Слике из Белорусије помешане су са сликама са протеста у Каталонији 2019. Демонстрације у знак подршке Лукашенку одржане су у Могиљову, Гомељу и Хоцимску. Током скупа про Лукашенка у Могиљову, хеликоптер је прелетео присутне са државном заставом, док је велика државна застава одувана са зграде локалне владе где је окачена. У Могиљову је један од активиста који је марширао у близини зграде извршног одбора намерно повређен од налета возача, без медицински значајног исхода. У изјави датој 18. августа 2020. године, премијер Роман Головченко изјавио је да „до данас сва предузећа у реалном сектору економије раде нормално, транспортери се нигде не заустављају“.
19. августа снаге ОМОН-а растјерале су демонстранте који су се окупили ујутро на улазу у Минск Трацтор Воркс; приведене су две особе. 300 запослених у Минској тракторској фабрици наводно је изгубило посао због демонстрација. Остали радници били су закључани у фабрици како би их спречили да изађу. Истог дана, Алексеј Петкевич, ендоскописта и службеник Републичког клиничког медицинског центра у Минску, објавио је да је 14. августа поднео оставку на посао у знак протеста због масовних премлаћивања приведених демонстраната, изјавивши: „Био сам шокиран оним што сам видео . Наш народ је понижен и растрган на комаде ". Наталија Волвачева, директорка пољске школе бр. 5, такође је поднела оставку у знак протеста, рекавши: „Моје колеге су сломљене претњама, претворене у криминалце и постале таоци система“.
Преко 200 белоруских спортиста и спортиста, спортских новинара и запослених у спортској сфери (Елена Лучанка, Николај Козеко, Волха Мазуронак, Марина Арзамасова, Александра Романовскаја, Степан Попов и многи други) потписали су отворено писмо Александру Лукашенку, где је, између осталог ствари, тражили да се пониште последњи председнички избори, пусте све особе притворене током протеста, пусте и рехабилитују сви политички затвореници и идентификују и казне одговорни за премлаћивања и „бестијалне злоупотребе“ притвореника. Хјуман Рајтс Воч приметио је да је већина протеста била мирна и описао је полицијску интервенцију као „системски бруталну“. Белоруски централни изборни одбор рекао је да ће г. Лукашенко бити инаугурисан за председника за нови мандат у следећа два месеца. Лукашенко је наложио полицији да угуши све протесте у Минску и пооштрио је граничну контролу, уведене су провере људи који улазе у ТВ станицу, а свим државним радницима је речено да ће изгубити посао ако протестују, а радници ће, како се извештава, бити приведени из Русије да замени раднике у штрајку. Два скупа про Лукашенка одржана су у Барисаву и Бабрујску, на оба су се налазила и полицијска хеликоптера са државном заставом. Други скуп присталица Лукашенка такође је одржан у Минску. Други су одржани у градовима Лунинетс и Старија Дарој.
Белоруски генерални тужилац 20. августа Александар Коњук покренуо је кривични поступак против чланова Координационог савета према члану 361. Белоруског кривичног законика, због покушаја преузимања државне власти и наношења штете националној безбедности. Чланови савета Сергеј Дилевски и Максим Знак позвани су на полицијско саслушање. Четири припадника снага безбедности поднела су оставку солидарно са демонстрантима. Лукашенко је неке од демонстраната назвао „нацистима“. Још један про-Лукашенков скуп одржан је у Минску на Тргу независности, а још један хеликоптер носио је државну заставу изнад демонстраната. Истовремено, одвојени скуп одржан је и код Лењиновог споменика испред Дома владе у Минску, да би га бројчано надмашили демонстранти против Лукашенка. Као одговор, неки демонстранти наклоњени Лукашенку придружили су се протестима опозиције, док су други напустили скуп. Саобраћај у Минску зауставио је ударац возача трубећи и напустивши своја возила у знак подршке демонстрантима. У Хродна је виђена мала група присталица Лукашенка која је пролазницима делила државне заставе и други провладин материјал. Провладин скуп одржан је на стадиону у Слуцку, након чега су се учесници скупа приближили ланцу солидарности који су формирали противници Лукашенка и покушали да отму белоруске опозиционе заставе демонстрантима.
Председничка кандидаткиња Хана Канапатскаја поднела је 21. августа жалбу на званични резултат избора Врховном суду Белорусије. Француски председник Емануел Макрон и немачка канцеларка Ангела Меркел, понудили су да посредују између владе Белорусије, опозиције и цивилног друштва. Светлана Тикхановскаја одржала је конференцију за штампу за међународне медије у којој је рекла да се нада да ће вратити Белорусију када то за њу буде безбедно. Позвала је све земље да поштују суверенитет и позвала демонстранте да појачају штрајк упркос "застрашивању". Председавајући Белоруске атлетске федерације, олимпијски спортиста и бивши члан Представничког дома, Вадим Девјатовскиј, објавио је поруку на својој Фејсбук страници у којој је изјавио „Лукашенко није мој председник !!!!!“ и да је његова претходна подршка режиму била „заблуда“ и „издаја“. Вођа штрајка у погону аутомобила у Минску, Јевгениј Бохвалов, био је ухапшен, док је организатор штрајка у фабрици калијума Белоруски у Солигорску, Дмитриј Куделевич задржан пре него што је побегао кроз прозор тоалета и побегао у Украјину. Премијер Албаније Еди Рама, тренутни председавајући Организације за европску безбедност и сарадњу (ОЕБС), рекао је да ОЕБС иде у Минск на састанак са владом и опозицијом ради посредовања. У Гомељу је одржан провладин скуп на коме су се могли видети трактори који машу државном заставом. Такође се могао видети мали број аутомобила како машу државном заставом поред Трга независности у Минску.
Дана 22. августа, Лукашенка је разрешио председник Извршног комитета Гродњенске области Владимир Кравтсов, а заменио га је бивши министар здравља Владимир Караник. Лукашенко се појавио на провладином скупу у Гродну касније тог поподнева. Током скупа Лукашенко је позвао војску да брани западну границу Белорусије, оптужујући Варшаву и Вилњус да стоје иза протеста. Председник је упозорио да „ово није само наша граница, ово је граница Уније, ово је граница ОДКБ-а и одговор ће бити одговарајући“. Такође је бранио своје поступање са пандемијом коронавируса, рекавши „Ниси ми веровао кад сам рекао:„ Не треба да изолујем људе “. Шта западњаци сада говоре? " Лукашенко је позвао раднике у штрајку из државне грађевинске компаније Гроднозхилбуд, рекавши „Ми ћемо и без Гроднозхилбуда, имамо довољно градитеља у земљи“, а такође је позвао свештенике који учествују у протестима, цитирајући да „Људи треба да дођу у храмови на молитву. Цркве ... нису за политику “. На скупу је приведено неколико новинара. Присталице опозиције организовале су марш жена против полицијског насиља у Минску, које је кулминирало бденијем на Тргу независности, где су се окупљеној гомили обратили Марија Колесњикова и Павел Латусхко. Скупови опозиције одржани су и у Гродну и Бресту.
23. августа, скуп од око 250.000 људи назван „маршом за нову Белорусију“ почео је у 14:00 у Минску и кренуо ка Тргу независности. Слични скупови организовани су и у другим градовима широм земље. Људски ланци солидарности са белоруским покретом за демократију организовани су у другим земљама, укључујући онај који ће се протезати од Виљнуса до границе са Белорусијом. На улицама Минска виђена су војна возила, а на главним путевима који воде у град успостављени су блокаде путева и контролни пунктови. Војска је такође преузела одговорност за заштиту статуа и споменика од локалних полицијских снага. Подручје око Белоруског музеја Великог отаџбинског рата, где су се демонстранти окупили претходне недеље, било је блокирано бодљикавом жицом. Извештено је да су људе у близини музеја задржавали наоружани официри у војној униформи. Скуп је касније прошао поред музеја где је Мариа Калесникава позвала учеснике да не противрече особљу обезбеђења. 
Касније поподне, скуп је кренуо даље према Тргу државне заставе и Палати независности, где су се демонстранти суочили са снагама безбедности које су поставиле блокаду пута. Извештено је да је Александар Лукашенко боравио у Палати независности There were also reports that a presidential helicopter was seen heading towards the palace. Такође је било извештаја да је примећен председнички хеликоптер како иде према палати и да је слетео на терен у 19:05. Касније су се појавили снимци на којима се види како Лукашенко хода у близини хеликоптера, обучен у панцирку и држи АКС-74У без магазина, а затим шета око терена палате. На последњим снимцима чуо се Лукашенко како је рекао: „Пустите ме на миру“ и „Нема никога више тамо, зар не?“. Његов петнаестогодишњи син Николај виђен је с њим обучен у војну униформу и држећи пиштољ. У трећем видео снимку је виђен како анкетира демонстранте из хеликоптера и чује се како говори "Како су пацови побегли" у очигледној референци на демонстранте. У четвртом видео снимку Лукашенко је виђен како уклања бившу заставу Белорусије са цветног кревета, машући припадницима обезбеђења, док им је рекао да су „згодни“, а позивајући се на демонстранте, говорећи „ми ћемо изаћи на крај са њима“. Касније су виђене велике групе особља обезбеђења како се крећу према центру Минска, а војни хеликоптери су прелетали делове града. Власти су затражиле од мобилних оператера да ограниче 3Г приступ деловима Минска око 18:30 по локалном времену. Председнички хеликоптер виђен је како излази из палате око 20.47 и није било познато да ли је Лукашенко био на броду или није. Званични представник Министарства унутрашњих послова тврдио је да је протеклог дана провладиним демонстрацијама присуствовало 30.000 људи, против 6.100 који су присуствовали антивладиним демонстрацијама.

### Трећа недеља (24. - 30. август)
Службе безбедности су 24. августа задржале чланове председништва Координационог савета, Сергеја Дилевског и Олгу Ковалкову, покушавајући да пруже подршку штрајкачким радницима у фабрици трактора у Минску. Три друга члана председништва, Светлана Алексејевич, Лилија Власова и Павел Латушко, такође су позван на саслушање. Чинило се да је полиција мање толерантна према протестима, митинзима и штрајковима, активно прекидајући линије солидарности у Минску и хапсећи вође штрајкова у државним предузећима. Упркос појачаном присуству полиције, групе демонстраната и даље су могле да се окупе на Тргу независности у Минску, где су узвикивали „Оставите“, а такође у Гродну и Бресту. Александар Лукашенко је издао изјаву у којој је запретио отказом школским наставницима који не следе „државну идеологију“. Службеник Министарства спољних послова отпуштен је након што је претходне недеље присуствовао скупу против Лукашенка са још једним запосленим у Министарству. Влада Литваније уручила је протестну ноту белоруском амбасадору у Вилњусу оптужујући белоруске оружане снаге за кршење ваздушног простора Литваније за чак 3 км претходног дана. Белорусија је тврдила да њено ваздухопловство покушава да спречи да балони који приказују бившу белоруску заставу, која је описана као „антидржавни симбол“, пређу границу.
Дана 25. августа обележена је 29. годишњица проглашења независности Белорусије од Совјетског Савеза и поновног усвајања бело-црвено-беле заставе. Олга Ковалкова појавила се на суду путем видео везе под оптужбом за илегалну организацију штрајка, а Павел Латушко се представио КГБ-у на саслушање. И Ковалкова и Сергеј Дилевски осуђени су на 10 дана затвора. Група наставника организовала је протест испред седишта министарства образовања у Минску у вези са могућим отпуштањима наставника који су подржавали опозиционе протесте или одбијали да промовишу државну идеологију. У раним вечерњим сатима одржан је скуп на Тргу независности у Минску, којем су се обратили неки од чланова заседања Врховног савета који је Белорусију прогласио независном државом 1991. године. Демонстрације про Лукашенка, назване „Белорусија је Лукашенко“, такође су одржане у Минску. Током демонстрација, демонстранти против Лукашенка описани су као „сатанисти“ и речено им је „идите у пакао“, неки учесници су се ругали новинарима који су извештавали о догађају и махали руским заставама. Запослени у белоруској амбасади у Индији отпуштен је након што је изјавио подршку протестима.
Дана 26. августа становници су започели поступак опозива против најмање 20 чланова Представничког дома. Чланица Координационог савета и добитница Нобелове награде Светлана Алексевич позвана је на саслушање, али је одбила да одговори на било која питања и потом је пуштена. Полиција је извршила рацију у дому опозиционог представника Валерија Цепкала. Група од око 500 запослених у БелАЗ-у кренула је маршом од радног места до центра Жоџине. До касних вечерњих сати група демонстраната против Лукашенка окупила се на Тргу независности у Минску. Око 20:30, снаге безбедности почеле су растурати гомилу, окружујући демонстранте и задржавајући неколико људи. У исто време, у Минску је на захтев власти искључен мобилни интернет. Снаге безбедности закључале су врата римокатоличке цркве Светих Симона и Јелене заробивши око 100 људи. Католички надбискуп минско-могиловски Јуриј Касабутски протествовао је против деловања снага безбедности називајући их илегалним.
Дана 27. августа, Александар Лукашенко затражио је од руске владе да по потреби резервиса снаге за размештање у Белорусији. Влада Белорусије одбила је понуду шефова влада Естоније, Летоније и Литваније да посете Минск ради помоћи у посредовању између владе и опозиције. Поподне је на Тргу слободе у Минску задржано око 20 новинара, како из локалних тако и из међународних медија. Одведени су у полицију округа Кастричницки, наводно ради провере идентитета и акредитације. Касније тог дана, група хришћана која је носила Библију окупила се испред римокатоличке цркве светих Симона и Јелене на Тргу независности у Минску у знак протеста због скрнављења цркве од стране безбедносних служби које се догодило претходног дана. Улаз у цркву блокирале су снаге безбедности да би спречиле људе да улазе или излазе из цркве. Мноштво демонстраната се касније формирало на Тргу независности испред цркве која је била окружена снагама безбедности. Женама и деци било је дозвољено да напусте трг, али мушкарцима је то било онемогућено. Приведено је најмање 150 људи. Многи људи који су се раселили из демонстрација на Тргу независности наставили су да марширају градом, певајући верске песме и скандирајући антивладине пароле. Про-Лукашенков скуп одржан је испред белоруског супермаркета у Минску, али га је киша нагло завршила.
Дана 28. августа демонстранти против Лукашенка поново су се окупили на Тргу независности у Минску. Демонстрације су прекинуле снаге безбедности које су заокружиле трг. Мушки демонстранти су сакупљени, смештени у полицијска комби возила и одведени на испитивање. Женским демонстрантима је дозвољено да напусте трг. Снаге безбедности разбиле су анти-Лукашенков скуп у Пушкиновој улици у Минску. Блокиран је приступ неколико антивладиних веб локација. У Минску је одржана про Лукашенкова вожња бициклом коју је водио син Александра Лукашенка Виктор Лукашенко.
Дана 29. августа у Минску су се одржали провладин скуп и антивладин скуп бајкера. Преграде су постављене око Палате независности, Трга победе и Октобарског трга у Минску а аутобуси са затамњеним прозорима виђени су око Трга слободе у граду. Непозната возила са руским таблицама виђена су у вожњи око Минска. Марш солидарности жене, који је бројао приближно пет хиљада људи, започео је на Авенији независности у 16:00 и кренуо према Тргу независности. Побуњена полиција покушала је да спречи њен напредак, али је марш успео да прође. До 19:00, скуп је нарастао на приближно петнаест хиљада људи и ишао је према тргу Бангалоре, поново надјачавајући снаге безбедности које су покушале да спрече његов напредак. На овом скупу приведена су најмање два новинара са Радија Слободна Европа/Радио Либерти и један новинар са ТУТ.би. Демонстрације против Лукашенка такође су одржане у Бресту. Демонстрације солидарности одржане су у Јерусалиму и у Франкфурту.
У недељу 30. августа обележен је 66. рођендан Александра Лукашенка, а влада, јавне власти и његове присталице планирали су програм националних прослава. Руски председник Владимир Путин позвао је Лукашенка да му честита рођендан и њих двојица су се договорили да се састану у Москви наредних недеља. Независни извори медија известили су о великом накупљању војних возила и особља обезбеђења око Минска са оградом приступа јавним трговима и блокирањем путева. Лукашенкови противници планирали су низ догађаја и скупова који су кулминирали „Маршем за мир и независност“ који је требало да се настави Авенијом независности до Трга независности, а затим даље до Палате независности. Планирано је да се слични скупови одрже и у главним градовима региона, где је противницима затражено да се окупе у регионалним административним седиштима. Од противника Лукашенка затражено је да понесу одговарајуће рођенданске поклоне и да их оставе у Лукашенковим званичним резиденцијама широм земље. Одговарајући на овај позив, група жена обучених у традиционалне ношње донела је тикве у владину кућу, што је знак одбијања у белоруској култури. Око 14:00 сати по локалном времену појавили су се извештаји о томе да су снаге безбедности самовољно задржавале људе и смештале их у полицијска комби возила. Отприлике у 14:50 објављено је да су демонстранти успели да пробију полицијску линију преко авеније Независности, приморавајући снаге безбедности да се повуку даље низ улицу. На платформи Телеграм почеле су да круже гласине да ће приступ интернету бити заустављен широм Минска у 15:00 сати. Око 15:30, главни скуп је стигао до Музеја Великог отаџбинског рата који су чувале снаге безбедности. Скуп се наставио кретати према Тргу државне заставе и Палати независности где су снаге безбедности поставиле блокаду пута. У 16:30 појавили су се извештаји о „тенковима“ који су се кретали улицама Минска (за које се касније испоставило да је било неколико војних возила БТР-80). Нешто пре 17:00 часова, три члана председништва Координационог савета и неколико белоруских олимпијских спортиста појавили су се на полицијској линији испред Палате независности. Снаге безбедности упозориле су масу да се разиђе или да ће буде подложна употреби силе. Уместо да се разиђу, демонстранти су испред полицијске линије почели да полажу поклоне, попут картонских изреза бубашваба, полицијских комбија, хеликоптера и белих папуча за Лукашенка. До 19:00 сати, већина људи се вратила према центру града, делимично и због туче која је избила. Гужва је и даље остала на Тргу државне заставе, испред тржног центра Кастле и на улицама око центра града, где су људи наставили да скандирају анти-Лукашенкове пароле. Када су га питали где се налази Александер Лукашенко, његов тим за рекламирање објавио је његову фотографију како шета по терену Палате независности држећи пиштољ (вероватно из његовог „стајања“ недељу дана раније). До средине поподнева демонстрације су се одржавале и у Гомељу, Бресту, Гродну, Витебску, Могиљуву и неколико других градова. Побуњеници су привели известан број демонстраната у Гродну.

### Четврта недеља (31. август - 6. септембар)
Дана 31. августа Светлана Тихановскаја позвана је да се обрати Савету безбедности Уједињених нација. Митрополиту минско-махиловском надбискупу и поглавару Римокатоличке цркве у Белорусији Тадеушу Кондрусиевичу онемогућен је улазак у земљу након посете Пољској, упркос томе што је био белоруски држављанин. Митрополит Кондрусиевич је раније изјавио да верује да су председнички избори били непоштени. Одељење унутрашњих послова задржало је члана президијума Координационог савета Лилију Власову под непознатим оптужбама. Белоруски амбасадор у Шпанији смењен је са места пошто је рекао да би требало пребројати гласове са председничких избора и да би требало да се воде „отворена судска саслушања“ против полицајаца оптужених за прекомерну силу и мучење.
Демонстранти су 1. септембра, на Дан знања у Белорусији и Русији, када се отворила већина научних институција, неколико улица блокирали у центру Минска, а преко хиљаду ученика из различитих институција окупило се на главним улицама окупљајући се према Палати независности. Након што им је војска одбила ући, студенти су се окренули и заузели Трг независности. Двоје новинара Еурорадио-а приведени су на лицу места. Најмање 20 ученика приведено је до раних поподневних сати у Минску, оптужених за „организовање недозвољених протеста и митинга“. Само неколико је пуштено сатима касније. У Могиљову и Калинкавичима, полиција је задржала неке од локалних вођа протеста. На састанку са својим присталицама у Баранавичију, Александар Лукашенко је објаснио да је католичком бискупу Тадеушу Кондрусиевичу одбијен улазак у Белорусију због „задужења за одређене ствари тамо“. Уверио је људе да ће Белорусија ометати санкције балтичких земаља и поменуо је затварање граница у Бресту и Гродну као потенцијалну противправност санкцијама.
2. септембра, новинарима ухапшеним претходног дана суђено је и кажњено у складу са административним закоником Белорусије. Та одлука наишла је на мноштво солидарних порука са новинарима испред Државне суднице. Преостала три члана Координационог савета изведена су на испитивање. Преко хиљаду железничких радника написало је директно обраћање својој корпорацији, тражећи одржавање нових избора, а Лукашенко је смењен са председничке функције. Занемарујући упозорења о раскиду уговора, неки од њих су такође штрајковали тог дана. Слична адреса изашла је из фабрике за прераду меса у Гродну, где је преко 800 радника потписало протестно писмо упућено Лукашенку.
Белоруски државни универзитетски лицеј објавио је на својој веб страници изјаву у којој осуђује насиље, неправду и изборну превару из Лукашенкове владе. Они су такође позвали велике институције да се затворе и штрајкују, сугеришући да „не могу да нас све ухапсе, већину нас“. Директор Рафинерије нафте Мозир одлучио је да затвори своју главну зграду након што је примио писмо које је потписало 1.200 запослених забринутих због полицијске бруталности у региону. На истој адреси такође су изнети слични циљеви, укључујући реизбор и Лукашенкову оставку. Сергеј Лавров, руски министар спољних послова, одржао је састанак са својим белоруским колегом Владимиром Макеијем, где су разговарали о тренутној ситуацији у Белорусији. Лавров је позвао Украјину да истражи присуство 200 обучених екстремиста који су тренутно пронађени у Белорусији и које је тамо украјинска влада наводно послала. Дмитриј Кулеба, украјински министар спољних послова, узвратио је назвавши ову изјаву „плодом психолошког делирија“ и потврдио да Украјина нема тренутне импликације у белоруским пословима, нити планирану, за разлику од руске владе. Католички синод источне Европе објавио је изјаву у којој је одбијање уласка надбискупа Кондрусиевича названо "неприхватљивим" и затражило од Европске комисије да интервенише. Један од чланова Координационог савета, Павел Латусхко, који је ујутро доведен на испитивање, касније је објавио да је из земље отишао у Пољску. Планирао је да посети економски форум у Варшави, а затим да лети за Виљнус како би разговарао са унутрашњим министарством Литваније о томе шта даље.
Према Микити Микаду, суоснивачу старт-уп ИТ компаније ПандаДок, полиција је извршила рацију и јуриш на њихове канцеларије у Минску истог дана након што је један од сервера процурио из података о организовању протеста упркос цензури владе од стране интернета. Као одговор на то, радници компаније створили су ланац солидарности испред зграде певајући белоруске песме. Двоје оснивача као и два програмера приведени су након ових догађаја. У центру Минска око 17:00 сати, младе жене и мушкарци почели су да формирају ланце док су били одевени у бело, носећи цвеће и плакате против Лукашенка. Окупљени се овог пута нису окупили, међутим, стајали су два сата, а затим викали "Хвала!" оближњим патролама због нереда. Према Министарству унутрашњих послова, 1. септембра је приведено 128 особа, од којих је 95 оптужено за прекршај у административном сектору, док је 39 осуђено на различите казне затвора.
Дана 3. септембра, ујутро, у близини спонтаног спомен обележја на месту смрти Александра Тараиковског у близини станице метроа Пушкинскаја, комуналне службе су под надзором полицајаца и полицајаца у цивилу прекриле натпис „Нећемо заборавити“ сољу и уклонили сво цвеће које су тамо ставили цивили претходне ноћи. Становници тог подручја готово су одмах почели да грабе, мете и сакупљају сол у вреће за смеће, игноришући полицију. Такође су виђени људи који су поново доносили цвеће на спомен обележје. До 16:00 часова уклоњена је сва сол, а подручје са натписом је опрано. Фоторепортер ТУТ.би-а, Вадим Замировски, задржан је када се два пута враћао у спомен обележје након што је полиција затражила да оде. Сергеј Дилевски осуђен је на 15 дана затвора. Летонски премијер Кришјанис Каринш објавио је да је на владином састанку писмо упућено Међународној федерацији хокеја на леду са апелом да се светско првенство 2021. IIHF пресели из Белорусије у другу земљу. Више од 50 запослених у независним медијима (БелаПАН, ТУТ.БИ, Комсомолскаја правда у Белорусији, Трибуна, Онлинер, Еурорадио, Радио Либерти и други) дошло је у зграду Министарства унутрашњих послова да изрази солидарност са притвореним колегама. Упркос њиховим захтевима, министар Јуриј Караев није изашао, као ни његов заменик. На захтев службеника за спровођење закона, новинари су прешли улицу и кренули низ Градски вал. Убрзо након тога, службеници закона у цивилној одећи задржали су фотографа ТУТ-а, Дмитрија Брушка, одвевши га у полицијску управу Окружног округа.
Суд Окружног округа је 4. септембра одржао суђења новинарима Комсомолскаја правде у Белорусији, БелаПАН-у и ТУТ.би. Свих шест дописника проглашено је кривим и осуђено на три дана затвора. Белоруско удружење новинара протестовало је због хапшења и судских оптужница против новинара, износећи захтеве за окончање кршења права новинара и медија, заустављање физичког насиља над новинарима и мирним демонстрантима и ревидирање судских одлука кажњавањем оних који су ометали новинарске активности. Један број студената МСЛУ-а задржан је након извођења песме из мјузикла „Лес Мисераблес“ у холу њихове образовне институције. Особље Музеја историје Могиљева написало је отворени апел белоруским извршним и законодавним властима, тражећи оставку Александра Лукашенка и најављујући спремност за штрајк. Државни ТВ канал ОНТ објавио је вест у којој се наводи да је белоруско Управа за електронски рат наводно пресрела разговор између Варшаве и Берлина. Према извештају ОНТ-а, тровање руског опозиционог политичара Алексеја Наваљног било је уско повезано са текућим догађајима у Белорусији. Наводна сврха тровања је, према извештају ОНТ, да одврати председника Путина од догађаја у Белорусији и усмери пажњу на унутрашње проблеме у Русији. Немачка је порекла постојање овог разговора. Ове тврдње одражавају Лукашенкове изјаве дан раније, када је на састанку са руским премијером Михаилом Мишустином рекао да није било тровања Наваљног, да је то фалсификовање и да је послат неки „занимљив разговор“ руском ФСБ-у.
Дана 5. септембра, у подне, у близини биоскопа „Октобар“ у Минску студенти су организовали скуп солидарности. Неколико минута касније, људи у цивилу почели су да задржавају демонстранте. Око 15:00 часова, стотине жена окупило се у близини пијаце Комаровски на митингу „Марш за мир“. Ишли су у колони улицом Вере Хоружаја и авенијом Независности према Тргу независности. У 18:00 сати део демонстраната марширао је у круг улицом Немига и вратио се на Трг независности. Покушаји полиције за ометање у спречавању марша били су неуспешни. Крај скупа се готово временски поклопио с почетком вечерње службе у цркви Светих Симона и Јелене посвећене људима који су страдали на протестима на Тргу независности. Према белоруским новинарима, у акцији је учествовало око 10 000 људи. Четворо запослених у ПандаДоц-у који су притворени 2. септембра осуђени су на два месеца затвора. Компанија је то назвала чином освете због пружања подршке полицајцима који су добровољно напустили службу и најавили су прекид свог рада у Белорусији. Прес служба Координационог савета најавила је одлазак Олге Ковалкове у Пољску. Министарство спољних послова Украјине најавило је обустављање званичних контаката са Белорусијом. Према белоруском Министарству унутрашњих послова, 5. септембра, 91 грађанин је задржан због „учешћа у неовлашћеним масовним догађајима“. 34 притвореника је стављено у притвор због значајних управних прекршаја, чекајући одлуку суда.
Дана 6. септембра у Минску и свим већим регионалним центрима одржан је „Марш јединства“. Према „Нашој Ниви“, око 6 000 људи учествовало је у протестима у Гомељу, 4 000 у Гродну, 3 000 у Бресту, Витебску и Могилу Извештено је да је протест у Минску имао до 200.000 учесника. Отприлике исти број демонстраната потврдило је своје учешће на интернет платформи „Голос“. Колоне војне и специјалне опреме (укључујући оклопне транспортере) са приколицама УАЗ одмотавале су се бодљикавом жицом око Трга независности у Минску. Тргови независности и Победе били су унапред затворени и окружени металним преградама, док су Трг Октјабрскаја, подручје око споменика „Град херој Минска“, као и Палата независности, заузели камиони за воду који су имали рубешке баријере. У 14:35 мобилни интернет оператера А1 био је искључен. Корисници других мобилних оператера такође су пријавили закључавање интернета. Поподне је затворено шест станица метроа.
Током читавог градског реда полицајци су покушавали да растуре колоне демонстраната из резиденцијалних четврти како би спречили демонстранте да дођу до центра. Насилна задржавања са премлаћивањем људи примећена су у близини станица метроа „Пушкинскаја“ и „Восток“ и у близини супермаркета „Рублевски“ у улици Чеботарева. Међутим, људи су ипак успели да се окупе и марширају Авенијом победника према Палати независности. Тамо где демонстранти су држали демонстрације више од сат и по нешто после 18:00 није издато полицијско упозорење да се разиђу или да буду предмет притвора. Преосталу гомилу која није желела да напусти ОМОН су отерани у Парк победе и близу Комсомолског језера. Демонстранти који су пружали отпор повучени су кроз полицијску линију и стављени у комбије за задржавање. Жене су само задржане, а мушкарци су претучени, укључујући и оне који нису показивали насиље или отпор. Одређени број заточеника савладали су и претукли људи у цивилу и панциркама наоружани палицама. Њихову прекомерну агресију полиција је наводно превидела. Бежећи од притвора, преостали демонстранти разишли су се у шумовито подручје парка. Неки од демонстраната покушали су да се спасу скоком у језеро, а локални спасиоци безбедности спасили су их потом на другу страну језера. У то време међу њима је био и руски блогер и новинар Алексеј Романов. Задржан је и одведен у Окрестину. Два сата касније полиција га је пустила, као и друге руске држављане.
Увече су приведени и спасиоци који су помагали демонстрантима из воде. Најмање осам запослених у станици организације за спасавање на води која се налази на језеру Комсомолскоје одведено је у Одељење централног округа у Минску. Касније је један од спасилаца намотао возило Хитне помоћи са ишчашеним раменом. Други је био готово у несвести. Још један старији спасилац имао је кардиоваскуларних проблема. Према речима рођака, шеф спасилачке станице ОСВОД Денис Чешун одвежен је из Окрестине. Сви спасиоци оптужени су за непослушност, јер очигледно нису предали људе полицији за нереда. Током протеста у Минску, неколико људи се склонило у кафић О'Петит у улици Немига, закључавши сва врата изнутра. Убрзо је десетак полицајаца у цивилу, укључујући Николаја Карпенкова, шефа Одељења за превенцију организованог криминала, пришло кафићу и Карпенков је личном палицом разбио стаклена врата. Ово је било први пут у протеклих 29 дана када је нанета штета на јавној имовини. Према Министарству унутрашњих послова, тог дана је приведено 633 људи, а 363 притвореника стављено је под притвор који чека суђења за административне прекршаје. Укупно су забележене 42 протестне акције у разним насељима земље, а укупан број од 31 000 људи учествовао је у протестима широм земље.

### Пета недеља (7. - 13. септембар)
Дана 7. септембра у Минску је отета Марија Колесникова: маскирани мушкарци су је отели и одвезли се комбијем. Званичници су негирали оптужбе за отмицу. Сутрадан су белоруски званичници јавили да је Марија Колесникова задржана на граници са Украјином док је покушавала да пређе границу са двојицом својих сарадника Антоном Родненковим и Иваном Кравцовим. У даљој конференцији за новинаре у Кијеву, Роденков и Кравцов су известили да су Колесникову отеле белоруске снаге безбедности и да су је присилиле да напусти Белорусију Кравцовим аутомобилом, што је на крају избегла растрзавањем пасоша и благовременим остављањем аутомобила кроз прозор. Како се извештава, после тога Колесникова је одведена у граничну патролу Мозир. Вест је до краја дана у Минску наишла на још један протест. Људи су организовали скуп солидарности у близини пијаце Комаровски, а око хиљаду демонстраната марширало је улицама Вере Хоружаја, Кујбишев. Негде између 18:00 и 20:00 гомила се окупила на авенији Машеров, захтевајући реакцију на недавне догађаје. Шеф притворског центра Советски пришао је женама, које су га засипале питањима о недавним притвореницима, док није био преплављен и више није могао да одговори. Полицијски службеници са опремом ОМОН брзо су интервенисали, задржавајући, тукући и употребљавајући гас за спреј против протеста. Десет необележених полицијских комбија примећено је у просторијама када је протест завршен; Извештено је да је приведено 56 особа.
Дана 9. септембра Тихановскаја је снимила видео снимак у којем се обратила руском народу, захваливши му на подршци и солидарности. Преостала два члана белоруског Координационог савета, Маким Знак и Илија Салеј, приведени су истог дана. Знака су у Минску ухапсили маскирани мушкарци. Раније је радио као адвокат затвореног белоруског председничког кандидата Виктора Бабарике. Салеи, такође адвокат, био је извршни секретар савета. Од 9. септембра Марија Колесникова остаје у полицијском притвору у улици Володарски, чекајући суђење. Светлана Алексејевич је упозорила штампу да „мушкарци у црним маскама“ покушавају да уђу у њен стан у централном Минску. "У Координационом савету немам више пријатеља и сапутника. Сви су у затвору или су присилно послати у прогонство", написала је у изјави. "Прво су отели земљу, сада су на реду најбољи међу нама. Али још стотине ће заменити оне који су отргнути из наших редова. Није се побунило Координационо веће. Земља се побунила." Дипломате из Литваније, Пољске, Чешке, Румуније, Словачке и Шведске почеле су да држе даноноћно на Алексејевичиној кући како би спречиле њену отмицу од стране служби безбедности.
Дана 10. септембра је литвански парламент усвојио закон којим се Тихановскаја признаје као „изабрани лидер народа Белорусије“, а Координационо веће као „једини легитимни представник белоруског народа“. Резолуција такође проглашава да је Лукашенко „нелегитимни лидер“. Један од рудара Белоруске калије у Солигорску, 42-годишњи Јуриј Корзун, протествовао је на свом радном месту и одбио да се дигне из окна на дубини од 305 m (1.001 ft) у првом руднику. Његове колеге изашле су на површину и започеле скуп у његову подршку држећи плакат са поруком "Нећемо дозволити режиму да оживи фашизам". Како је објаснио представник штрајкачког одбора, Јуриј није напустио рудник после ноћи, стављајући лисице на себе да омета покушаје његовог изношења на површину. О почетку протеста писмено је обавестио генералног директора предузећа, где је такође рекао да оно врши директни притисак на особље. На руднику је уведен план за хитне интервенције. Касније су запослени у БеларусКалии сазнали да је Јуриј Корзун насилно пуштен и изведен из рудника, након чега је колима хитне помоћи послан у хитну помоћ Централне регионалне болнице Салигорск. Стога су се рударске колеге кретале у колони од рудника према болници.
Дана 11. септембра за 38. рођендан Светлане Тихановске, она и Олга Ковалкова снимиле су заједничку видео поруку за Белорусе да позивају да подрже Координационо веће и да по могућности постану његови чланови. Ујутру су се задржавали у различитим градовима Белорусије. Људи су се почели окупљати у близини Регионалног суда у Минску како би подржали представнике штрајкачког одбора БеларусКалии, против којег је руководство предузећа поднело тужбу. Када су се тикхари и необележене снаге безбедности приближиле демонстрантима, једна жена је стргла маску са једног лица тикхара, што је резултирало тиме да су снаге безбедности брутално, уз употребу физичке силе, гурнуле је у минибус без регистарских таблица и идентификационих ознака. Након тога, приведено је још најмање 6 жена. У Витебску је током снимања приведен Дмитриј Казакевич, новинар који ради за БелСат. Оптужен је за „нарушавање реда масовних активности“ управног закона. У близини Гомељског државног техничког универзитета Сухој, наставник информатике Вадим Белски задржан је и пребачен у Советскии окружни одјел унутрашњих послова. Слободни новинар Андреј Толчин такође је задржан у Гомељу док је сарађивао са БелСатом. Студенти Универзитета изашли су на трем са транспарентима солидарности у знак подршке притвореном Белскију. Сличне акције су се одвијале на БСУИР, БСУ, БСУЕ, МСЛУ, ГрСУ и другим универзитетима у земљи. Студенти су формирали ланце солидарности и организовали локалне маршеве. У улици Леонид Беда у Минску неколико људи је подржало ПандаДоц, чији су рачуни били замрзнути раније овог дана, а запослени су остали без новца. Глумица Лија Ахеџакова снимила је видео поруку у знак подршке белоруском народу. „Као и сви моји пријатељи, и ја се дивим и свим срцем подржавам људе који су изашли на улице белоруских градова“, рекла је. Током скупа женске солидарности на Тргу независности у близини цркве Свете Јелене приведено је неколико жена. У микро дистрикту Шабани ланац солидарности је растурен, најмање 10 људи је задржано. Према првом заменику америчког државног секретара Степхену Бигану, Америка не признаје Лукашенков легитимитет као председник, јер се коси са Хелсиншким завршним актом и Универзалном декларацијом о људским правима. Такође је говорио о праву опозиције да захтева нове изборе протестним акцијама.
Дана 12. септембра, у 15:00, започели су традиционални женски маршеви широм земље („Најгласнији марш. Пријатељ прати пријатеља“). У Минску је почело између 500 и 1000 људи који су се окупили на Тргу слободе, укључујући и опозиционку Нину Багинскају. Након што је полиција покушала да је задржи, демонстранти су узвикивали "Нина! Нина!" и тукао се око ње док су други активисти покушавали да стргну маске полицајаца. Као резултат сукоба 69 људи је задржано у полицијским комбијима (према Виасни). Ипак, жене су успеле да се окупе од Трга слободе до метроа Академије наука, где су прешле Трг независности и убрзо се вратиле према Тргу слободе. Око 17:30, демонстранти су почели да се разилазе речима "Видимо се сутра!". У догађају је учествовало више од 10.000 жена. Део демонстраната наставио је нереде на метро станици „Трг победе“. Девојке су извикивале опозиционе пароле на кондуктере возова који су их дочекивали трубама. Новинари БелСата Иекатерина Андреева и Максим Калитовски, који су у почетку извештавали о овој причи, приведени су касније увече док им је полиција одузимала опрему. Два сата касније обојица су ухапшени чекајући суђење у уторак због „ометања полицијске дужности“ и пребачени у затвор Акрестина.

#### Сајбер претње Лукашенку
Исте вечери на каналу Сајбер-Партизан Телеграм појавила се порука која је гласила: „Ако барем један демонстрант буде задржан 13. септембра 2020. године, Белорусија ће заборавити реч„ порез “све док хапшења не престану и Лукашенко напусти своје место“ . Друга порука се директно обраћала Лукашенку: „Александре Григориевичу, обраћамо се вама лично: биће веома болно, прво ће пропасти порески систем, затим ће престати струја у земљи, а затим банкарски систем ... треба вам? Толико вам је стало до ваше околине ... нема проблема, можемо да убијемо рубљу и почнемо да блокирамо рачуне ваших блиских пријатеља. 13. септембар је последња шанса да се предомислите. И још нешто: сутра мора лично да напусти Палату независности са звучником и да се извини белоруском народу“. Самопроглашено герилско друштво Сајбер-Партизан већ је преузело одговорност за хаковање веб страница Министарства унутрашњих послова, Канцеларије председника, Белоруских лутрија и низа других, док је администраторима НЕКСТА-е предавало базе података запослених Министарства унутрашњих послова, ОМОН-а и КГБ-а.
Дана 13. септембра у Минску је одржан митинг „Поход хероја“. Присуство полиције у главним градским артеријама осетило се ујутро, уз помоћ војних превозника ОМОН и необележеног особља. Сви случајни пролазници који су се сусрели са опозиционим симболима на брзину су приведени. Велики полицијски комби случајно је налетео на путнички аутомобил и скренуо пажњу на себе. Ојачани кордони постављени су на излазима са метро станица, улица и трака у централном делу града. Прву колону демонстраната садржала је полиција која је још једном покушала да разбије гужву приликом формирања у стамбеним насељима. Појединци који су покушали да пробију полицијске кордоне тешко су претучени, а затим приведени. Становници Малиновке, Московског и других округа одлучили су да се нагомилају у метро станици „Грушевка“ у покушају да намаме полицију док се почетна колона кретала ка центру. Око хотела Ренаиссанце, демонстранте је дочекала још једна полицијска баријера, овог пута војно особље у превозницима који су издали упозорење за отварање ватре. Мноштво жена је иступило и стало у ланац надајући се да ће наговорити ОМОН, али полицајци су равнодушно претукли демонстранте оба пола. Видевши како су снаге блокирале централне четврти престонице, неки од демонстраната одлучили су да дођу до центра града јавним превозом и тако успели да, окупирају Немигу до раних поподневних сати. Већина њих је одлучила да оде до Авеније независности кроз Зибитскаја Ст, али су провладини провокатори из гомиле дали лажне смернице у нади да ће поделити гомилу. Као резултат тога, гомила се у почетку поделила на авенији Викторс док све већи скуп није дошао из Дроздија, приморавајући полицију да користи сузавац пендреке, гумене метке и шок бомбе са бљескалицама како би их зауставила. Током масовних притвора у то време, неки демонстранти покушали су да помогну притвореницима да се ослободе полиције. Као одговор, тајни „тикхар“ је испалио хитац упозорења у ваздух користећи пушку пумпе, чинећи да се људи повлаче у страху. Увече су се окупиле колоне и поново марширале Викторс Аве кроз Дрозди. Неки од њих су стајали у близини импровизованог спомен-места на месту смрти Александра Тарајковског док их полиција није потерала. 10 станица метроа затворено је у недељу од 14:30 до 19:00 сати. Мобилни интернет је искључен отприлике исти временски период, као и обично. После 17:00 часова, када су протести почели да бледе, мотоциклисти саобраћајне полиције возили су се пуном брзином у бодљикаву жицу (инжењерске баријере "Иегоза") која је била растегнута на раскрсници улице Викторс Аве и улице Тимирјазев. Жица је пукла и омотала се око застоја жена. Позвана је хитна помоћ. Уз помоћ брижних грађана и службеника обезбеђења, жена је распетљена и предата лекарима. Сведок процењује да је број недељних демонстраната у Минску заокружен на 200.000, као и недељу дана раније.
„Марш хероја“ одржао се и у градовима Брест, Бобрујск, Витебск, Гомел, Гродно, Жодино, Кобрин, Лида, Могиљев, Новополоцк, Пинск, Полоцк и други. У многим од њих примећена је оштра реакција службеника за спровођење закона према опозицији, укључујући насиље над девојкама и женама. У Бресту су демонстранти растурени воденим топом. У Жодину, док су демонстранти узвикивали "Полиција са народом!" непознати мајор ударио је жену у лице након што му се превише приближила. Друга жена је похитала да помогне жртви коју је ухватио и бацио на земљу. У знак одмазде, неколико демонстраната формирало је људску ограду око полицајца одбијајући да га пусти, док његов колега није одгурнуо људе и уграбио га. У Новополоцку, у близини пијаце за дечије играчке, снаге безбедности покушале су да закључају демонстранте у једној уличици, чекајући појачање. Међутим, бесна руља је започела напад на полицију која је имала већи број, која се журно повукла у минибусеве и одмах отишла. Према Управи за унутрашње послове Витебског регионалног извршног комитета, седам људи је било заточено у Полоцку и Новополотску током „неовлашћених масовних догађаја“. У Гродну је човек у бело-црвено-белој кошуљи, бежећи од снага безбедности, скочио у реку Неман и препливао је да би избегао прогон. Завршио је исцрпљен на другој страни где су му случајни људи помогли да изађе из воде на обалу реке. Према белоруском Министарству унутрашњих послова, 13. септембра 774 особе су задржане „због учешћа у неовлашћеним масовним догађајима“. Више од 500 демонстраната у Минску и још 554 широм земље било је смештено у привремене притворске јединице.

### Шеста недеља (14. - 20. септембар)
Дана 14. септембра појавиле су се информације о броју демонстраната који су тренутно затворени у затвору Акрестсин у Минску. Од суботе је заузето 109 од 110 кревета. Према речима шефа установе Јевгенија Шапетка, тај број је премашен са притвореницима прошле недеље, проширујући дозвољене санитарне и друге капацитете изнад очекиваних. Пре састанка Путина и Лукашенка у Сочију, Блумберг Л.П. објавио је уводник заснован на пет кремаљских извора према којем руски председник не верује да белоруски протести имају икаквог утицаја на тренутну владу. У оквиру даљих догађаја, Путин је уверавао штампу да ће Москва учинити све што је потребно да задржи тренутно успостављени режим у Белорусији и спречи опозицију да преузме власт. Путин је истовремено изразио забринутост због броја људи који захтевају тренутну Лукашенкову оставку. Сусрет оба шефа државе догодио се у резиденцији Бочаров Ручеј, чији је резултат Русија одобрила Белорусији зајам од 1,5 милијарди америчких долара. Заузврат, Лукашенко је најавио планове да да ОДКБ-у и ЕАЕУ-у изјаву о догађајима у Белорусији након избора, а такође је обећао Владимиру Путину да га детаљно информише о протестима у Минску током разговора. Према новинској агенцији ТАСС, француски председник Емануел Макрон такође је разговарао са Владимиром Путином, обојица лидера изразила су свој интерес за нормализацију ситуације у Белорусији.
На Минском државном лингвистичком универзитету уведена је шема контроле приступа. Управа је инсистирала да ће од сада службеници Одељења за безбедност Министарства унутрашњих послова чувати образовну установу и да је закључен одговарајући споразум. „У блиској будућности систем видео надзора ће такође бити проширен и ојачан широм МСЛУ“, рекла је администрација. Истовремено, на мрежи се појавила отворена видео порука наставника Филолошког факултета БСУ у којој су подржали студенте у њиховом праву да изразе сопствено мишљење и слободу избора. Студенти и професори водећих белоруских универзитета спроводили су акције солидарности као одговор. Лекари 9. болнице у Минску и запослени у Академији наука протестовали су и затражили пуштање својих колега, који су приведени у недељу марта. У многим окрузима Минска људи су се постројили у ланце солидарности. У близини Црвене цркве снаге безбедности задржале су три девојке које су седеле и држале празне листове А4 белог или црвеног папира. Такође је приведен спортски новинар Сергеј Чурко. Према речима његове супруге, Сергеј је престао да комуницира после 13:00 сати, рекавши да ће полицајци разговарати с њим. Касније се сазнало да је новинар био у управном поступку у затвору Акрестсин.
Истог дана започеле су руско-белоруске војне вежбе на полигону Брестски под кодним именом „Словенско братство-2020“. Очекивало се да ће трајати до 25. септембра. Укупно ће у вежби учествовати око 300 војника и око 70 јединица војне и специјалне опреме из Русије, која се углавном састоји од 76. гардијске ваздушно-десантне јуришне дивизије. Руско Министарство одбране нагласило је да ће се по завршетку ових вежби руски војници вратити кући. У почетку су српске оружане снаге такође требале да учествују у вежби, али је српски министар одбране Александар Вулин појаснио да је операција отказана и да су трупе под притиском Европске уније позване кући.
Европски парламент је 17. септембра 2020. године препознао Координационо веће као „привременог представника народа“ Белорусије.
Дана 18. септембра 2020. године, наводно политички мотивисан покушај самозапаљења догодио се у близини полицијске станице у Смолевичију.
Дана 19. септембра 2020. године одржан је још један женски марш.

#### Цурење личних података белоруских полицајаца
Дана 19. септембра, телеграмски канал НЕКСТА Лајв процурио је личним подацима више од 1.000 белоруских полицајаца у знак одмазде због све већих акција против демонстраната, Гуглов документ је садржао списак од 1.003 имена полицајаца, као и њихове рођендане, чинове, места посао и родна места. Одвојено, НЕКСТА је објавила седам уноса који садрже личне податке, укључујући адресе и бројеве телефона, који припадају припадницима посебне антитерористичке јединице Министарства унутрашњих послова.
„Ако се задржавања наставе, наставићемо да објављујемо масовне податке“, рекла је НЕКСТА у изјави, уз поруку Телеграма. НЕКСТА Лајв саопштио је да су информације дошле од анонимних хакера које су назвали „сајбер партизани“. „Нико неће остати анониман чак ни под балавком“, писало је.
Дана 20. септембра у Минску се окупило око 100 000 људи. Стотине војника блокирало је центар Минска, распоређујући водене топове и оклопне транспортере и подижући препреке од бодљикаве жице. Протести су се такође одржали у неколико других белоруских градова, укључујући Брест и Гродно. Белоруско Министарство унутрашњих послова саопштило је да су 442 особе приведене због кршења закона о масовним догађајима у Белорусији, укључујући 266 њих у Минску.

### Нереди након Лукашенкове инаугурације 23. септембра
Дана 23. септембра, Александар Лукашенко положио је заклетву председника Белорусије за следећи мандат кратком ненајављеном изненадном церемонијом инаугурације у Минску. Министри спољних послова неколико земаља изјавили су да ову инаугурацију не сматрају легитимном, укључујући Литванију, Пољску, Немачку, Естонију, Уједињено Краљевство и друге.
Након Лукашенкове инаугурације, у Минску су избили масовни протести опозиције. Демонстранти су користили више тактика сукоба него раније, блокирајући неке путеве и прогонећи нека полицијска возила. Полиција је разменила водене топове да растера демонстранте, а „маскирана полиција за нереде користила је тактику која није виђена од насилних дана непосредно после спорних избора у августу“.